# Fissidens ornaticostatus
Fissidens ornaticostatus là một loài Rêu trong họ Fissidentaceae. Loài này được H. Rob. mô tả khoa học đầu tiên năm 1974.